# James William Abert
 (octobre 2015).
Si vous disposez d'ouvrages ou d'articles de référence ou si vous connaissez des sites web de qualité traitant du thème abordé ici, merci de compléter l'article en donnant les références utiles à sa vérifiabilité et en les liant à la section « Notes et références ».
Pour les articles homonymes, voir Abert.
James William Abert est un officier et un explorateur américain, né le 18 novembre 1820 à Mount Holly dans le New Jersey et mort le 10 août 1897  à Newport dans le Kentucky.

## Biographie
Vers dix ans, il entre à l'université de Princeton où il obtient un diplôme probablement vers 1838 et entre à West Point en septembre de la même année. En 1842, il est incorporé au cinquième régiment d'infanterie. Il est transféré, en mai 1843, dans le corps des ingénieurs topographes. Sa première mission est de réaliser des relevés topographiques au nord des Grands Lacs (1843-1844). 
Il participe, durant l'été 1845, à la troisième expédition de John Charles Frémont (1813-1890) qui explore le sud et l'est de la Canadian River (Texas), région située dans les territoires comanche et kiowa. Frémont décide de poursuivre jusqu'en Californie et confie la mission à Abert assisté par le lieutenant William Guy Peck (1820-1892). Le compte rendu d'Abert décrit dans le détail la géologie, la flore et la faune de la vallée de Canadian. Ses cartes offrent des données importantes pour les futurs explorateurs. 
Durant l'été 1846, Abert et Peck accompagnent le général Stephen W. Kearny (1794-1848) à l'ouest du Nouveau-Mexique. Mais ayant contracté une fièvre, il doit abandonner cette expédition et rester à Fort Bent où il continue néanmoins ses observations sur la région. Il rejoint Peck à Santa Fe et étudie la région au sud de Socorro. Ils visitent les pueblos situés le long du Río grande et étudient les ressources naturelles et les habitants. Le rapport d'Abert est communiqué au Congrès américain.
De 1848 à 1850, il enseigne à West Point et apprend, parallèlement, le dessin. Il obtient le rang de premier lieutenant en 1853 et de capitaine en 1856. Après avoir servi en Floride, il part en 1860 en Europe pour y étudier des techniques militaires. Durant la Guerre de Sécession, il sert dans la vallée de Shenandoah de juin 1861 à septembre 1862.
Il obtient le grade de major en 1863 mais est gravement blessé par une chute de cheval. Il quitte l'armée en 1864. Il ouvre alors, avec sa famille, un commerce à Cincinnati. De 1877 à 1879, il enseigne la littérature anglaise à l'université du Missouri.
En dépit de leur intérêt, les journaux d'Abert, illustrés de sa main, ont été oubliés jusqu'en 1941 où ils furent enfin publiés.
Spencer Fullerton Baird (1823-1887), à qui Abert avait fait parvenir des oiseaux collectés lors de ses expéditions, lui a dédié le Tohi d'Abert (Pipilo aberti).

## Œuvre
- Expédition to the Southwest : An 1845 Reconnaissance of Colorado, New Mexico, Texas and Oklahoma